# Silverton, Ohio
Silverton är en ort i Hamilton County i Ohio. Enligt 2020 års folkräkning hade Silverton 4 908 invånare.